# Michael Schmid (roddare)
Michael Schmid, född 2 januari 1988, är en schweizisk roddare.
Schmid tävlade för Schweiz vid olympiska sommarspelen 2016 i Rio de Janeiro, där han tillsammans med Daniel Wiederkehr slutade på 13:e plats i lättvikts-dubbelsculler.